# Liste d'Earl
Vous pouvez aider à l'améliorer ou bien discuter des problèmes sur sa page de discussion.
- Il peut contenir un travail inédit ou des déclarations non vérifiées. Vous pouvez l’améliorer en ajoutant des références. (Marqué depuis mars 2025)

Vous pouvez aider à l'améliorer ou bien discuter des problèmes sur sa page de discussion.
- Son admissibilité est à vérifier. Vous êtes invité à le compléter pour expliciter son admissibilité, en y apportant des sources secondaires de qualité. (Marqué depuis mars 2025)
- Il ne s’appuie pas, ou pas assez, sur des sources secondaires ou tertiaires. (Marqué depuis juillet 2025)

- Archive Wikiwix
- Bing
- Cairn
- DuckDuckGo
- E. Universalis
- Gallica
- Google
- G. Books
- G. News
- G. Scholar
- Persée
- Qwant
- (zh) Baidu
- (ru) Yandex
- (wd) trouver des œuvres sur Wikidata

La liste d'Earl est une liste dans laquelle Earl J. Hickey, le héros de la série télévisée Earl, a répertorié et numéroté les mauvaises actions qu'il a commises dans sa vie. Il a décidé de faire cette liste pour réparer ses erreurs passées : il doit à chaque fois se racheter auprès d'une personne qu'il a affectée par une mauvaise action, afin d'avoir un meilleur karma. Au fil des épisodes, il lui arrive d'ajouter d'autres numéros à sa liste.

## Liste
| #   | Description | Épisode        | Réalisé |
| --- | --- | -------------- | ------- |
| 1   | Ai piqué 10 dollars à un type à l'épicerie Camden Market                                                                     | 1x24           |         |
| 2   | Ai ruiné la campagne électorale de mon père aux élections municipales                                                        | 1x09           |         |
| 7   | Ai couché avec Seila, la copine de Cool Johnny                                                                               | 4x05           |         |
| 12  | Ai fait croire à une femme que j'étais Dieu                                                                                  | 2x06           |         |
| 14  | Ai toujours ruiné le noël de Joy                                                                                             | 1x10           |         |
| 18  | Ai raconté une histoire que j'aurais dû garder pour moi                                                                      | 1x14           |         |
| 23  | Ai pissé à l'arrière d'une voiture de flic                                                                                   | 1x01           |         |
| 24  | Ai volé le distributeur de tickets du service après-vente du supermarché                                                     | 1x19           |         |
| 26  | Ai dévalisé la maison de Woody fumeur de marijuana                                                                           | 2x08           |         |
| 27  | Me suis moqué de l'accent des étrangers                                                                                      | 1x05           |         |
| 29  | Ai harcelé une journaliste                                                                                                   | 2x19           |         |
| 30  | Ai volé une moto | 3x16           |         |
| 31  | Ai ruiné les chances de Joy de passer à la télé                                                                              | 4x15           |         |
| 32  | Ai persécuté Wally Panzer | 4x23           |         |
| 33  | Être nul au pieu | 2x23           |         |
| 35  | Ai volé un orgue à un pasteur                                                                                                | 4x24           |         |
| 37  | Ai volé un ordinateur portable                                                                                               | 1x16           |         |
| 41  | Ai volé les bonbons d'un gamin qui était venu frapper à ma porte pour Halloween                                              | 4x27           |         |
| 42  | Ai fait des trous dans les chemises de mon père pour qu'on voie ses tétons                                                   | 1x18           |         |
| 44  | Ai harcelé le correspondant français Pierre à l’école                                                                        | 2x15           |         |
| 45  | Ai gaspillé l'électricité | 3x15           |         |
| 47  | Ai volé le camping-car de quelqu'un                                                                                          | 4x04           |         |
| 49  | J'étais un vrai gaspilleur                                                                                                   | 1x02           |         |
| 50  | Ai jeté le leader de notre groupe de rock                                                                                    | 2x05           |         |
| 51  | Ai couché avec la mère de Ralph                                                                                              | 2x05           |         |
| 52  | Déterrer et rendre le trésor caché                                                                                           | 2x13           |         |
| 53  | Ai collé des chewing-gums sous toutes les tables où je suis passé                                                            | 1x11           |         |
| 56  | Ai kidnappé un chat à un concours de beauté pour chats pour que Joy gagne                                                    | 2x04           |         |
| 62  | Ai volé de l'essence à la seule voiture du quartier dont le réservoir ne fermait pas à clef                                  | 1x15           |         |
| 64  | Retrouver Kenny James | 1x01           |         |
| 67  | Ai assassiné Crackers (le chat de Randy)                                                                                     | 1x18           |         |
| 72  | Ai fait perdre un jacuzzi à Joy                                                                                              | 4x03           |         |
| 73  | Ai perverti le principe de laisser sa petite monnaie pour ceux à qui il manquerait quelques centimes pour payer à l'épicerie | 1x02           |         |
| 75  | Me suis servi d'une boite aux lettres comme poubelle                                                                         | 1x10           |         |
| 83  | N'ai jamais pris le temps d'apprendre à Randy comment faire une bulle de chewing-gum                                         | 4x22           |         |
| 84  | Me suis fait passer pour mort pour échapper à une petite amie trop envahissante                                              | 1x04           |         |
| 85  | Ai escroqué Rosie sur les paris                                                                                              |                |         |
| 86  | Ai volé une voiture à une unijambiste                                                                                        | 3x21           |         |
| 87  | Ai fait fuir les amis de mes parents                                                                                         | 4x02           |         |
| 91  | Me suis moqué de Maggie Lester parce qu'elle avait de la moustache                                                           | 2x03           |         |
| 94  | Ai gâché la soirée d'Halloween de Dodge et Earl Junior                                                                       | 4x08           |         |
| 101 | Usurpation d'identité | 2x16           |         |
| 102 | Ai fumé | 1x02           |         |
| 104 | Ai couché avec Linda, une femme mariée                                                                                       |                |         |
| 108 | Ai perdu la voiture de papa                                                                                                  | 1x18           |         |
| 112 | Ai laissé Donnie Jones se faire accuser d'un crime que j'avais commis                                                        | 1x02           |         |
| 116 | Ai poussé et fait rouler John Fester dans les toilettes                                                                      | 3x18           |         |
| 119 | Ai empêché Joy de faire une école d'arts graphiques                                                                          | 1x24           |         |
| 126 | Ai dépouillé les enfants Handson                                                                                             | 3x18           |         |
| 127 | Ai volé le badge d'un policier                                                                                               | 1x22           |         |
| 129 | Ai promis à Dodge et Earl Jr. que je les emmènerais au parc d'attractions                                                    |                |         |
| 136 | Ai renversé les poubelles | 1x01           |         |
| 139 | Ai extorqué des bières à un golfeur                                                                                          | 1x07           |         |
| 143 | Ai sûrement refilé le cancer des poumons aux gens qui passaient à côté de moi                                                | 1x24           |         |
| 145 | Ai laissé tomber Jessie pour épouser Joy                                                                                     | 1x21           |         |
| 146 | Restituer à cette lopette de Kenny tous les sandwiches que je lui ai volés à l'école                                         | 2x09           |         |
| 147 | Ai dégommé les fesses de Gwen à la carabine à plombs                                                                         | 1x23           |         |
| 153 | Ai fait exploser l'horrible figurine de Joy                                                                                  | 1x06           |         |
| 159 | Ai volé le stand de hot-dog de Pops                                                                                          | 1x13           |         |
| 172 | Ai cassé le phare d'une camionnette avec un pistolet                                                                         | 4x24           |         |
| 174 | Ai gâché le « Jour des métiers » à l'école de Dodge                                                                          | 4x27           |         |
| 182 | Ai joué au jokari avec la tête de Randy                                                                                      | 4x15           |         |
| 183 | N'ai jamais pris le parti de Joy                                                                                             | 2x01           |         |
| 186 | Ai été méchant avec la vieille sorcière                                                                                      | 4x21           |         |
| 201 | Ai escroqué un vieil homme de 100 dollars                                                                                    | 4x13           |         |
| 202 | Ai volé le portefeuille d'un gars dans les toilettes d'une station service                                                   | 1x12           |         |
| 203 | Ai volé des amuse-gueules et des canettes dans l'épicerie du quartier                                                        | 1x04           |         |
| 204 | Ai séduit six jeunes vierges                                                                                                 | 3x22           |         |
| 205 | Ai décroché la Mère-Noël | 3x13           |         |
| 206 | Ai refusé de danser avec la grande Maggie à la fête du collège                                                               | 1x24           |         |
| 213 | N'ai jamais laissé Randy avoir quelque chose de meilleur que moi                                                             | 4x07           |         |
| 219 | Ai volé un bibliobus | 4x12           |         |
| 227 | Ai fait un « récure-chiottes » à Randy il y a 30 ans                                                                         |                |         |
| 239 | Ai traumatisé un gosse en jouant les croque-mitaines                                                                         | 1x20           |         |
| 241 | Ai mis en retard Derrick Stone                                                                                               | 3x18           |         |
| 260 | Ai négligé Randy | 1x07           |         |
| 261 | Ai gâché le mariage de Joy                                                                                                   | 1x08           |         |
| 262 | Ai couché avec la fiancée de mon pote                                                                                        | 1x08           |         |
| 263 | Ai accidentellement détruit un arrêt de bus                                                                                  | 1x16           |         |
| 264 | Ai frappé un étudiant | 1x16           |         |
| 265 | Ai volé de l'argent à l'État                                                                                                 |                |         |
| 266 | N'ai jamais rien fait pour la fête des mères                                                                                 | 1x18           |         |
| 267 | Ai empêché un chat de gagner un concours de beauté                                                                           |                |         |
| 268 | Catalina a été expulsée des États-Unis à cause de moi                                                                        | 2x10           |         |
| 270 | Ai kidnappé le chauffeur du camion volé (avec Joy)                                                                           | 2x14           |         |
| 273 | N'ai pas fait d'efforts pour devenir un adulte A) Terminer mes études, B) Trouver un vrai boulot, C) Déménager du motel      | 2x21 2x22 2x23 |         |
| 275 | N'ai jamais acheté une voiture de sport à Randy                                                                              | 3x21           |         |
| 276 | N'ai jamais dit aux filles que Randy était pilote de chasse                                                                  | 3x21           |         |
| 277 | Ai séparé Randy et Pinkie | 4x22           |         |
| 280 | Ai cambriolé une personne sourde                                                                                             | 2x23           |         |

Sans numéros :
- Ai enlevé Donnie à sa maman durant 2 ans (cf épisode 2)
- Ai gâché les vacances de mes parents
- Ai volé un poney à un enfant mourant (4x01)
- Ai mis la baby-sitter enceinte
- Ai volé une vasque sur le parking d'un immeuble (1x11)
- Ai volé une voiture de police
- Ai volé la carte de crédit de Liberty la demi sœur de Joy (2x16)

Dans le générique de la série, on peut voir un extrait de la liste, les mauvaises actions ne correspondent pas à celles des épisodes :
56 - Stole liquor from liquor store

57 - Told Joy Dan Dodd Messed Himself on the

58 - Fixed a high school football game (01x3)

59 - Everything I did to dad

60 - Pulled Fire Alarm

61 - Stole Mum's car (but I gave It back)

62 - Fake death to break up with a girl. (cf : 84)

63 - Wasted electricity (cf : 45)

64 - Spray painted the bridge

65 - Cost dad the election (cf : 2)

66 - Let Mice out at school play

67 - Stole beer to a golfer (cf : 139)

68 - Blew up mail boxes

69 - Cheated on school tests. A LOT